# Kis gascogne-i kék kopó
Az kis gascogne-i kék kopó (Petit Bleu de Gascogne) egy francia fajta.

## Történet
Kialakulása az 1500-as évekre tehető. Valószínűleg a nagy kék gascogne-i kopóból alakították ki, céltudatos szelektálással. A tenyésztés célja a temet csökkentése lehetett. Délnyugat-Franciaországból, a Pireneusok szomszédságában fekvő Gascogny tartományból származik. Hazájában nagyra becsült nyúlvadászkopó. 

## Külleme
Marmagassága 48-58 centiméter, tömege 18-21 kilogramm. Elnevezése ellenére viszonylag nagy termetű eb. Rokonságban áll a gascogne-i kék grifonnal, de inkább behajló, mint sima füle és nagyobb mérete megkülönbözteti attól. Emellett valamivel hosszabbak a lábai és simább, rövidebb a szőre. 

## Képgaléria

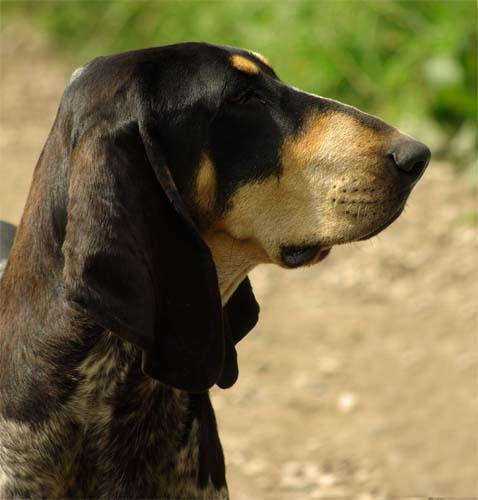
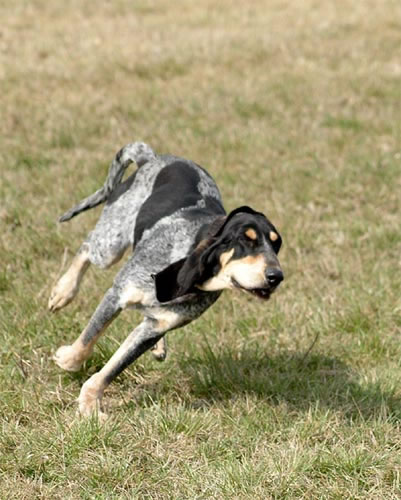
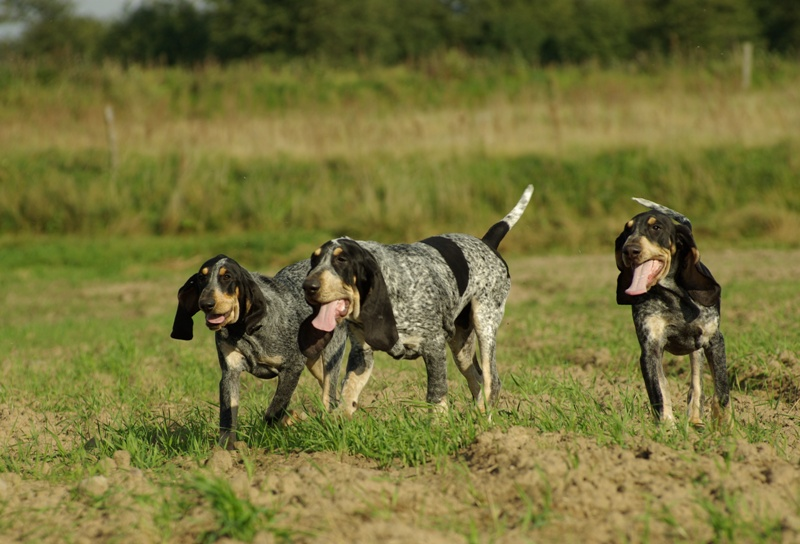
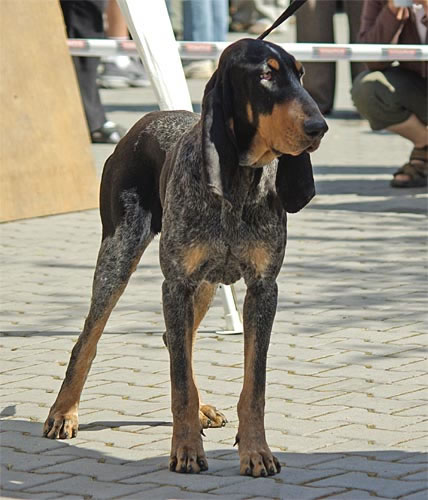
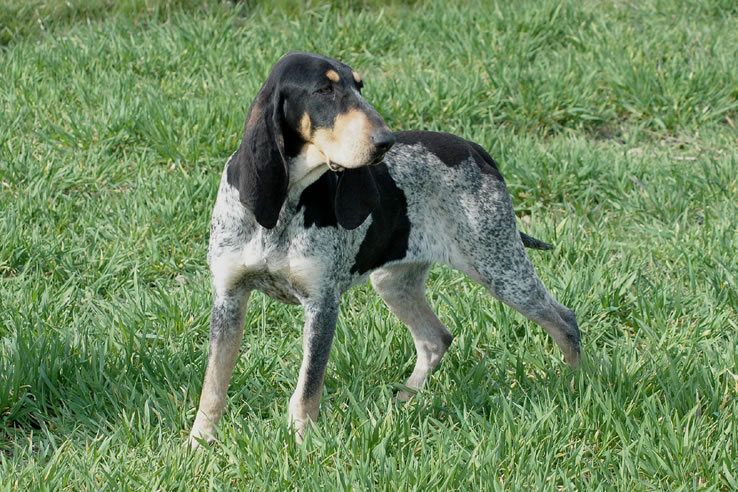

## Jelleme
Természete büszke és kitartó. 